# 新店里 (嘉義市)
新店里是臺灣嘉義市東區底下的一里，位在東區的西北邊，東鄰後庄里，西鄰太平里，南鄰玉田里，北鄰頂庄里。
在臺灣日治時期後期，此地劃分為臺南州嘉義街（1930年後為嘉義市）盧厝（大字）。

## 公車資訊
新店站
- 嘉義縣市區公車
  - 101 嘉義—塘興村
- 嘉義縣公車
  - 7312 大雅站—溪心寮
  - 7313 大雅站—溪心寮
  - 7319 大雅站—番路(部分班次延駛黎明國小)
  - 7321 大雅站—阿拔泉
  - 7323 嘉義—梅山(經由竹崎)

## 里內設施
- 學校
  - 嘉義市立林森國民小學
  - 嘉義市私立興華高級中學
- 寺廟
  - 真武宮
  - 順天宮